# Leptoneta spinipalpus
Espèce
Leptoneta spinipalpus est une espèce d'araignées aranéomorphes de la famille des Leptonetidae.

## Distribution
Cette espèce est endémique de Corée du Sud. Elle se rencontre à Kwangreung.

## Publication originale
- Kim, Lee & Namkung, 2004 : Two new ground-inhabiting Leptoneta spiders (Aeraneae [sic]: Leptonetidae) from Korea. Journal of Asia-Pacific Entomology, vol. 7, p. 257-261.